# جليدة بيوناساي

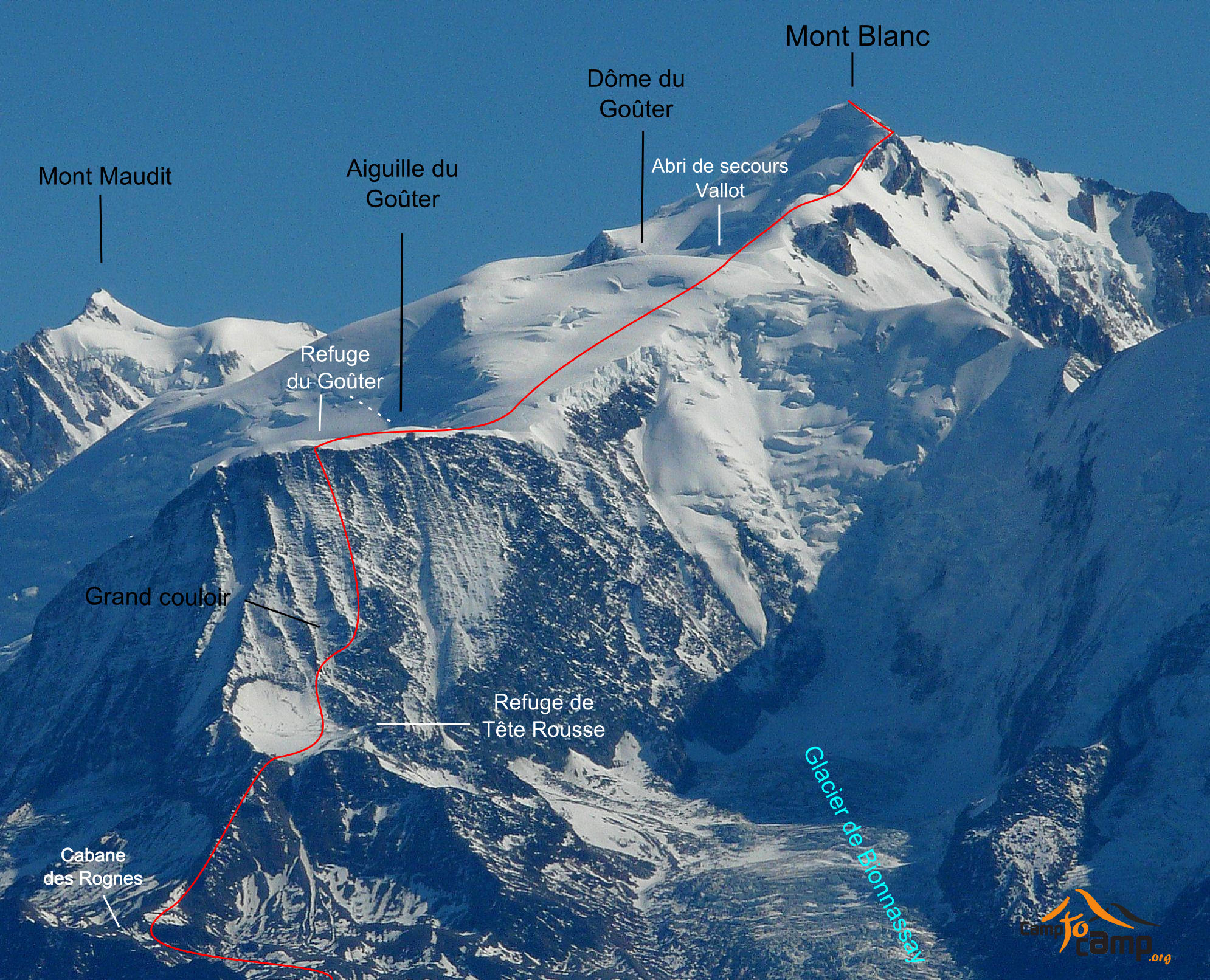
مون بلان وتظهر جليدة بيوناسي في الأسفل

جليدة بيوناساي (بالفرنسية: Glacier de Bionnassay)‏ في منطقة مون بلان في جبال الألب. تبدأ على ارتفاع 3500 متر، وتنحدر من نتوء بيوناساي. وتغطي مساحة 4.73 كم 2 ويبلغ طولها 5 كم. يمكن الوصول إليها بواسطة ترام مون بلان، إلى محطة قطار منقار النسر، ثم عن طريق درب صغير.
لا يجب الخلط بين الجليد الفرنسي في جليدة بيوناساي والأنهار الجليدية ببيوناساي الإيطالية، والتي هي «رافد» من جليدة مياج.